# Valderrodilla
Valderrodilla ist ein Ort und eine kleine nordspanische Gemeinde (municipio) mit nur 62 Einwohnern (Stand: 2024) in der Provinz Soria in der Autonomen Gemeinschaft Kastilien-León. Zur Gemeinde gehört auch der Weiler Torreandaluz.

## Lage
Der Ort Valderrodilla liegt knapp 40 km (Fahrtstrecke) südwestlich der Provinzhauptstadt Soria in einer Höhe von ca. 935 m. Das Klima im Winter ist kühl, im Sommer dagegen durchaus warm; die eher geringen Niederschläge (ca. 515 mm/Jahr) fallen – mit Ausnahme der eher regenarmen Sommermonate – verteilt übers ganze Jahr.

## Bevölkerungsentwicklung
| Jahr      | 1970 | 1981 | 1991 | 2001 | 2011 | 2021 |
| Einwohner | 222  | 163  | 149  | 118  | 95   | 67   |

Der deutliche Bevölkerungsrückgang im 20. Jahrhundert ist im Wesentlichen auf die Mechanisierung der Landwirtschaft und den damit einhergehenden Verlust an Arbeitsplätzen zurückzuführen.

## Sehenswürdigkeiten
- Peterskirche in Valderrodilla
- Dominikuskirche von Torreandaluz
- Marienkapelle in Valderrodilla

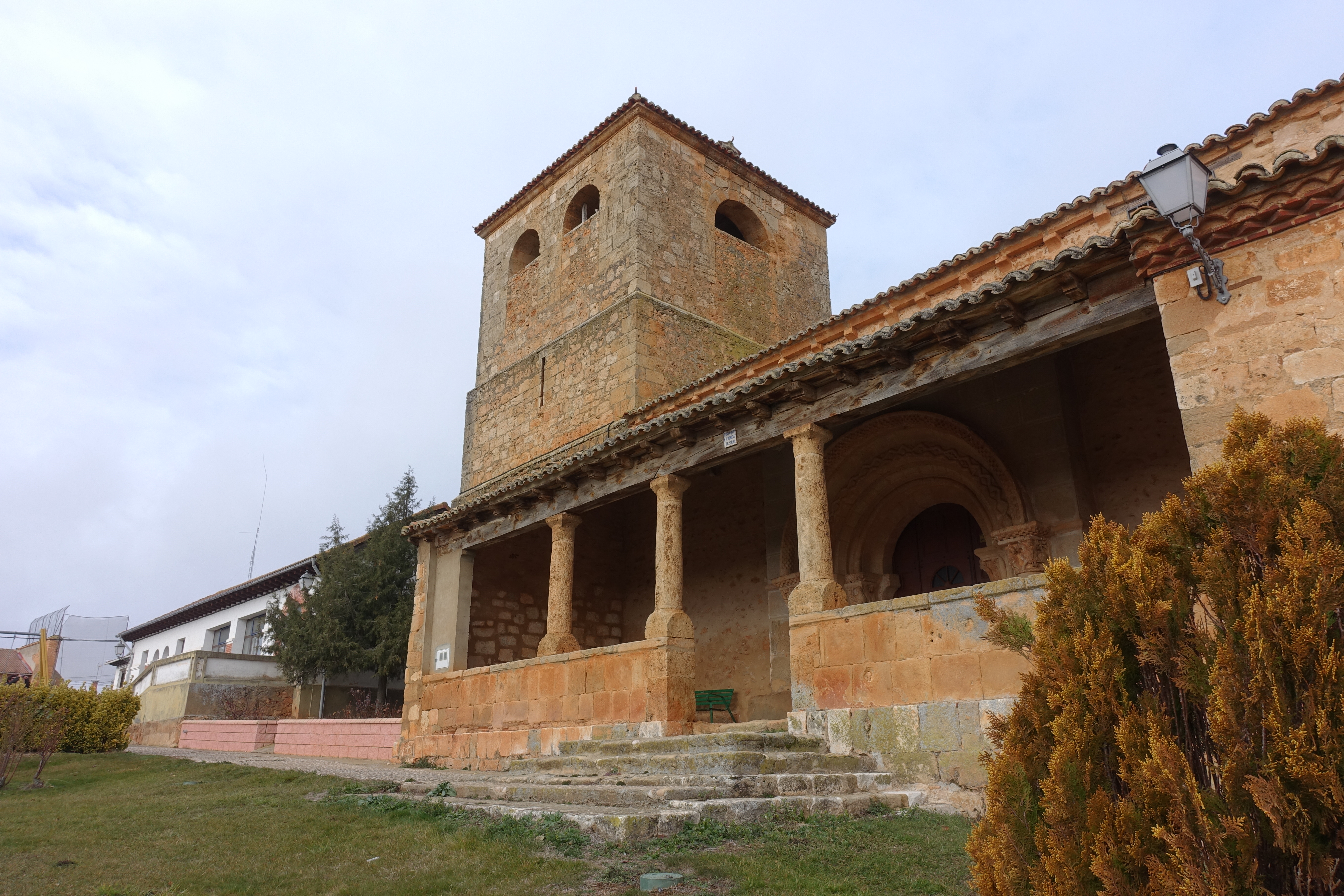
Dominikuskirche